# Oshmare Korçe
Oshmare Korçe ist ein aus den Bergdörfern um Korça (Albanien) stammendes Gericht, das hauptsächlich morgens zubereitet wird. Es ist dem Schmarrn ähnlich, wovon es auch den Namen hat. Oshmare Korçe besteht aus Maismehl, Salzlakenkäse und Butter. Die Zutaten werden in einer Pfanne gebraten und gemischt, bis die Masse konsistent wird.